# 中国言語地図集

『中国言語地図』のスーパーグループ

『中国言語地図集』（ちゅうごくげんごちずしゅう、中国語: 中国语言地图集、中國語言地圖集、英語: Language Atlas of China）は、中国の中国語方言と少数民族言語の分布を地図化したもので、1987年と1989年にそれぞれ二巻で出版された（香港の香港朗文（遠東）出版公司）。これはオーストラリア人文科学アカデミーと中国社会科学院の共同作業によるもので、中国語版と英語版が同時に出版された。著名な現代外交官兼中国学者のエンディミオン・ウィルキンソンも、この共同事業を「傑出したもの」と評価した。
2012年には第2版が出版された（北京の商務印書館）。

## 中国語の変種の分類
この地図集は、李栄のそれまでの研究に従って、中国語の変種を次のようなグループ分けの階層で整理している。
- スーパーグループ（中国語：大区）： 北京語と閩語
- グループ（区）： 晋語、呉語、徽語、湘語、贛語、客家語、越語、平語、および北京語と閩語内のグループ|
- サブグループ（片）
- クラスター（小片）：一部のサブグループのみで確認
- 土地の方言（点）：調査対象となった土地で

## 内容
アトラスには36のカラー地図が収録されており、3つのセクション（A、B、C）に分かれている。地図は、38cm（15インチ）×52.7cm（20.75インチ）の白いシートに印刷されていて、各地図には同じ大きさの青いシートに説明文が添えられている。

## 改訂版
改訂版の作業は2002年から中国社会科学院と香港城市大学の共同事業で始まり、2012年に北京の商務印書館から出版された。やはり二巻で、中国語および少数民族言語の変種を扱っている、改訂版は初版と同じ構成だが、地図の数が79に増え、解説文が大幅に増補された。少数民族言語の数も、81から130に増えた。

## 参照項目
- 中国の人口統計（英語版）
- 中国の言語（中国語版）
- 中国語方言地図集（中国語版） 三巻（2008年）